# Sybil Bauer
Sybil Lorina Bauer (Chicago, 18 september 1903 – aldaar, 31 januari 1927) was een Amerikaans zwemster, gespecialiseerd in de rugslag. Bauer werd in 1924, bij de Olympische Spelen in Parijs, de eerste olympisch kampioene op de 100 meter rugslag.

## Biografie
Bauer, van Noorse en Duitse afkomst, was een begenadigd rugslagzwemster. In de jaren twintig zette ze diverse nationale zwemtitels op haar naam, alsmede 23 wereldrecords. Op een gegeven moment bezat Bauer alle wereldrecords op de rugslag voor vrouwen tegelijkertijd. In 1924 werd Bauer de eerste olympisch kampioene op de 100 meter rugslag.
In oktober 1922 maakte Bauer een reis naar Bermuda waar ze tevens als eerste vrouw een wereldrecord bij de mannen verbrak. Met een tijd van 6,24 minuten tikte ze, onofficieel, vier seconden sneller aan dan Harold Kruger eerder deed op de 400 yards rugslag. Bauer studeerde aan de Northwestern University en deed daar, naast zwemmen, ook aan basketbal en hockey.
In 1926 zwom ze haar laatste wedstrijd. Na drie maanden gestreden te hebben tegen kanker bezweek Bauer op 31 januari 1927 aan haar ziekte. Ze werd 23 jaar oud. Haar verloofde Ed Sullivan, met wie ze in juni 1927 had gepland te trouwen en die later een bekende televisiepersoonlijkheid zou worden, en andere familieleden zaten aan haar sterfbed. Ze werd twee dagen later begraven op de Mount Olive Cemetery in Chicago. Haar kist werd door enkele zwemmers, onder wie Johnny Weissmuller, naar het graf gedragen.
Bauer werd in 1967 opgenomen in de International Swimming Hall of Fame.